# 日本未病研究学会
日本未病研究学会（にほんみびょうけんきゅうがっかい、英語：Japan Mibyou Academy）とは、鍼灸師、柔整師、薬剤師、医師等が中心になり、未病（病気が発症していない予備軍）に関する学術的研究及び実務的研究を行い、その研究成果を普及することによって、日本の医療福祉政策（＝医療や福祉に関する政策）に協力し、それによって（日本）国民の福祉に貢献すると共に、未病学の学問体系の確立に資することを目的とし、2006年に設置された学会である。

## 概要
- 2006年設立[2]。
- 毎年、「未病フォーラム」を開催している。2018年度から「統合医療フォーラム」に発展的に変更している。
- 主たる事務所を東京都中央区新川2-18-4 八重洲ビル　2F　に置く。

## 活動内容
事業活動
１．未病に関する科学的及び技術的研究
２．未病に関する研究報告会、全国研究大会の開催
３．未病に関する科学者、実務者の交流会の開催
４．未病に関する外国人科学者、研究者の招聘
５．未病に関する研究成果の普及
６．未病に関する国際フォーラムの開催
７．海外の学術団体、研究機関、大学との交流
８．日本学術会議及び学術団体との連絡交流並びに情報交換
９．未病に関する学術論文集、学会誌の発行
10．未病に関する論文の募集論文の審査登録
11．未病養生専門員、薬膳調理師、未病治専門員の資格認定
12、前各号に附帯又は関連する一切の事業

### 資格認定
- 未病養生専門員、薬膳調理師、未病治専門員の資格認定を行っている[4]。
- 日本医療福祉学会、日本保健医療学会や伝統未病学会等の未病研究団体と共に日本統合医療系連合学会を結成している[5]。